# جون مايكل هايدن
جون مايكل هايدن (بالإنجليزية: John Michael Hayden)‏ (27 أبريل 1984 في الولايات المتحدة - ) هو لاعب كرة قدم أمريكي في مركز الوسط. لعب مع هيوستن دينامو وIndiana Blast ‏ وFort Wayne Fever ‏ وWest Michigan Edge ‏ وCleveland City Stars ‏ وLouisville Lightning ‏ وChicago Fire U-23 ‏.

## وصلات خارجية
- جون ميخائيل هايدن على موقع قاعدة بيانات كرة القدم.إي يو (الإنجليزية)